# Kövicsíkfélék
A kövicsíkfélék (Balitoridae)  a csontos halak (Osteichthyes) főosztályának sugarasúszójú halak (Actinopterygii) osztályába és a pontyalakúak (Cypriniformes) rendjébe tartozó család. 3 alcsalád tartozik a családhoz.

## Rendszerezés
A családba az alábbi alcsaládok, nemek és fajok tartoznak:

### Balitorinae
- Balitora  (Gray, 1830)
  - Balitora brucei (Gray, 1830)
  - Balitora burmanica (Hora, 1932)
  - Balitora mysorensis (Hora, 1941)
  - Balitora lancangjiangensis (Zheng, 1980)
  - Balitora tchangi (Zheng, 1982)
  - Balitora longibarbata (Chen, 1982)
  - Balitora elongata (Chen & Li, 1985)
  - Balitora meridionalis (Kottelat, 1988)
  - Balitora annamitica (Kottelat, 1988)
  - Balitora nantingensis (Chen, Cui & Yang, 2005)

- Balitoropsis (Smith, 1945)
  - Balitoropsis bartschi (Smith, 1945)

- Hemimyzon (Regan, 1911)
  - Hemimyzon abbreviata (Günther, 1892)
  - Hemimyzon formosanus (Boulenger, 1894)
  - Hemimyzon yaotanensis (Fang, 1931)
  - Hemimyzon taitungensis (Tzeng & Shen, 1982)
  - Hemimyzon pengi (Huang, 1982)
  - Hemimyzon macroptera (Zheng, Chen & Huang, 1982)
  - Hemimyzon nujiangensis (Zheng & Zhang, 1983)
  - Hemimyzon megalopseos (Li & Chen, 1985)
  - Hemimyzon pumilicorpora (Zheng & Wei, 1987)
  - Hemimyzon papilio (Kottelat, 1998)
  - Hemimyzon nanensis (Doi & Kottelat, 1998)
  - Hemimyzon khonensis (Kottelat, 2000)
  - Hemimyzon confluens (Kottelat, 2000)
  - Hemimyzon ecdyonuroides (Freyhof & Herder, 2002)

- Erromyzon (Kottelat, 2004)
  - Erromyzon sinensis (Chen, 1980)
  - Erromyzon compactus (Kottelat, 2004)
  - Erromyzon yangi (Neely, Conway & Mayden, 2007)

- Parhomaloptera (Vaillant, 1902)
  - Parhomaloptera microstoma (Boulenger, 1899)
  - Parhomaloptera obscura (Vaillant, 1902)

- Homaloptera (van Hasselt, 1823)
  - Homaloptera ocellata (van der Hoeven, 1830)
  - Homaloptera hoffmanni (Herre, 1938)
  - Homaloptera zollingeri (Bleeker, 1853)
  - Homaloptera wassinkii (Bleeker, 1853)
  - Homaloptera salusur (Bleeker, 1853)
  - Homaloptera polylepis (Bleeker, 1853)
  - Homaloptera ophiolepis (Bleeker, 1853)
  - Homaloptera gymnogaster (Bleeker, 1853)
  - Homaloptera bilineata (Blyth, 1860)
  - Homaloptera modesta (Vinciguerra, 1890)
  - Homaloptera heterolepis (Weber & de Beaufort, 1916)
  - Homaloptera leonardi (Hora, 1941)
  - Homaloptera indochinensis (Silas, 1953)
  - Homaloptera maxinae (Fowler, 1937)
  - Homaloptera montana (Herre, 1945)
  - Homaloptera orthogoniata (Vaillant, 1902)
  - Homaloptera ogilviei (Alfred, 1967)
  - Homaloptera rupicola (Prashad & Mukerji, 1929)
  - Homaloptera nebulosa (Alfred, 1969)
  - Homaloptera ripleyi (Fowler, 1940)
  - Homaloptera smithi (Hora, 1932)
  - Homaloptera stephensoni(Hora, 1932)
  - Homaloptera weberi (Hora, 1932)
  - Homaloptera sexmaculata (Fowler, 1934)
  - Homaloptera tweediei (Herre, 1940)
  - Homaloptera ulmeri (Fowler, 1940)
  - Homaloptera vanderbilti (Fowler, 1940)
  - Homaloptera pillaii (Indra & Remadevi, 1981)
  - Homaloptera vulgaris (Kottelat, 1988)
  - Homaloptera yunnanensis (Chen, 1978)
  - Homaloptera menoni (Shaji & Easa, 1995)
  - Homaloptera yuwonoi (Kottelat, 1998)
  - Homaloptera manipurensis (Arunkumar, 1998)
  - Homaloptera confuzona (Kottelat, 2000)
  - Homaloptera santhamparaiensis (Arunachalam, Johnson & Devi, 2002)
  - Homaloptera parclitella (Tan & Ng, 2005)

- Barbucca (Roberts, 1989)
  - Barbucca diabolica (Roberts, 1989)

- Plesiomyzon (Zheng & Chen, 1980)
  - Plesiomyzon baotingensis (Zheng & Chen, 1980)

- Metahomaloptera (Chang, 1944)
  - Metahomaloptera omeiensis (Chang, 1944)
  - Metahomaloptera longicauda (Yang, Chen & Yang, 2007)

- Beaufortia (Hora, 1932)
  - Beaufortia leveretti (Nichols & Pope, 1927)
  - Beaufortia zebroidus (Fang, 1930)
  - Beaufortia pingi (Fang, 1930)
  - Beaufortia szechuanensis (Fang, 1930)
  - Beaufortia kweichowensis (Fang, 1931) – pillangócsík
  - Beaufortia liui (Chang, 1944)
  - Beaufortia cyclica (Chen, 1980)
  - Beaufortia polylepis (Zheng, Chen & Huang, 1982)
  - Beaufortia huangguoshuensis (Zheng & Zhang, 1987)
  - Beaufortia intermedia (Tang, Wang & Yu, 1997)

- Protomyzon  (Hora, 1932)
  - Protomyzon whiteheadi (Vaillant, 1894)
  - Protomyzon griswoldi (Hora & Jayaram, 1952)
  - Protomyzon borneensis (Hora & Jayaram, 1952)
  - Protomyzon aphelocheilus (Inger & Chin, 1962)
  - Protomyzon pachychilus (Chen, Yang, Sket & Aljancic, 1980)

- Hypergastromyzon (Roberts, 1989) 
  - Hypergastromyzon humilis (Roberts, 1989)
  - Hypergastromyzon eubranchus (Roberts, 1991)

- Bhavania (Hora, 1920)
  - Bhavania australis (Jerdon, 1849)
  - Bhavania arunachalensis (Nath, Dam, Bhutia, Dey & Das, 2007)

- Pseudogastromyzon (Nichols, 1925)
  - Pseudogastromyzon fangi (Nichols, 1931)
  - Pseudogastromyzon myersi (Herre, 1932)
  - Pseudogastromyzon cheni (Liang, 1942)
  - Pseudogastromyzon changtingensis (Liang, 1942)
  - Pseudogastromyzon fasciatus (Sauvage, 1878)
  - Pseudogastromyzon elongata (Mai, 1978)
  - Pseudogastromyzon daon (Mai, 1978)
  - Pseudogastromyzon buas (Mai, 1978)
  - Pseudogastromyzon loos (Mai, 1978)
  - Pseudogastromyzon maculatum (Zheng & Chen, 1980)
  - Pseudogastromyzon laticeps (Zheng & Chen, 1980)
  - Pseudogastromyzon lianjiangensis (Zheng, 1981)
  - Pseudogastromyzon peristictus (Zheng & Li, 1986)
  - Pseudogastromyzon meihuashanensis (Li, 1998)

- Jinshaia (Kottelat & Chu, 1988)
  - Jinshaia sinensis (Sauvage & Dabry de Thiersant, 1874)

- Sinohomaloptera (Fang, 1930)
  - Sinohomaloptera kwangsiensis (Fang, 1930)

- Pseudohomaloptera (Silas, 1953)
  - Pseudohomaloptera tatereganii (Popta, 1905)

- Lepturichthys (Regan, 1911)
  - Lepturichthys fimbriata (Günther, 1888)
  - Lepturichthys dolichopterus (Dai, 1985)

- Cryptotora (Kottelat, 1998)
  - Cryptotora thamicola (Kottelat, 1988)

- Liniparhomaloptera (Fang, 1935)
  - Liniparhomaloptera disparis (Lin, 1934)
  - Liniparhomaloptera monoloba (Mai, 1978)
  - Liniparhomaloptera obtusirostris (Zheng & Chen, 1980)

- Sinogastromyzon (Fang, 1930)
  - Sinogastromyzon wui (Fang, 1930)
  - Sinogastromyzon szechuanensis (Fang, 1930)
  - Sinogastromyzon hsiashiensis (Fang, 1931)
  - Sinogastromyzon tonkinensis (Pellegrin & Chevey, 1935)
  - Sinogastromyzon sichangensis (Chang, 1944)
  - Sinogastromyzon puliensis (Liang, 1974)
  - Sinogastromyzon rugocauda (Mai, 1978)
  - Sinogastromyzon minutus (Mai, 1978)
  - Sinogastromyzon chapaensis (Mai, 1978)
  - Sinogastromyzon nanpanjiangensis (Li, 1987)
  - Sinogastromyzon nantaiensis (Chen, Han & Fang, 2002)

- Travancoria (Hora, 1941)
  - Travancoria jonesi (Hora, 1941)
  - Travancoria elongata (Pethiyagoda & Kottelat, 1994)

- Formosania (Oshima, 1919)
  - Formosania davidi (Sauvage, 1878)
  - Formosania lacustre (Steindachner, 1908)
  - Formosania stigmata (Nichols, 1926)
  - Formosania fascicauda (Nichols, 1926)
  - Formosania tinkhami (Herre, 1934)
  - Formosania paucisquama (Zheng, 1981)
  - Formosania chenyiyui (Zheng, 1991)
  - Formosania fasciolata (Wang, Fan & Chen, 2006)
  - Formosania fasciolatus (Wang, Zhong-Yong & Ying, 2006)

- Neogastromyzon (Popta, 1905)
  - Neogastromyzon nieuwenhuisii (Popta, 1905)
  - Neogastromyzon pauciradiatus (Inger & Chin, 1961)
  - Neogastromyzon kottelati (Tan, 2006)
  - Neogastromyzon crassiobex (Tan, 2006)
  - Neogastromyzon chini (Tan, 2006)

- Neohomaloptera (Herre, 1944)
  - Neohomaloptera johorensis (Herre, 1944)

- Glaniopsis (Boulenger, 1899)
  - Glaniopsis hanitschi (Boulenger, 1899)
  - Glaniopsis gossei (Roberts, 1982)
  - Glaniopsis denudata (Roberts, 1982)
  - Glaniopsis multiradiata (Roberts, 1982)

- Paraprotomyzon (Pellegrin & Fang, 1935)
  - Paraprotomyzon multifasciatus (Pellegrin & Fang, 1935)
  - Paraprotomyzon lungkowensis (Xie, Yang & Gong, 1984)
  - Paraprotomyzon bamaensis (Tang, 1997)
  - Paraprotomyzon niulanjiangensis (Lu & Mao, 2005)

- Vanmanenia (Hora, 1932)
  - Vanmanenia stenosoma (Boulenger, 1901)
  - Vanmanenia caldwelli (Nichols, 1925)
  - Vanmanenia pingchowensis (Fang, 1935)
  - Vanmanenia lineata (Fang, 1935)
  - Vanmanenia ventrosquamata (Mai, 1978)
  - Vanmanenia tetraloba (Mai, 1978)
  - Vanmanenia multiloba (Mai, 1978)
  - Vanmanenia xinyiensis (Zheng & Chen, 1980)
  - Vanmanenia striata (Chen, 1980)
  - Vanmanenia hainanensis (Chen, Zheng & Chen, 1980)
  - Vanmanenia gymnetrus (Chen, 1980)
  - Vanmanenia serrilineata (Kottelat, 2000)
  - Vanmanenia homalocephala (Zhang & Zhao, 2000)
  - Vanmanenia crassicauda (Kottelat, 2000)
  - Vanmanenia caobangensis (Nguyen 2005)

- Dienbienia (Nguyen, 2002)
  - Dienbienia namnuaensis (Nguyen, 2002)

- Katibasia (Kottelat, 2004)
  - Katibasia insidiosa (Kottelat, 2004)

- Parasewellia (Nguyen & Nguyen, 2005)
  - Parasewellia monolobata (Nguyen & Nguyen, 2005)
  - Parasewellia polylobata (Nguyen & Nguyen, 2005)
  - Parasewellia tetralobata (Nguyen & Nguyen, 2005)

- Oreias (Sauvage, 1874) 
  - Oreias dabryi (Sauvage, 1874)

- Ellopostoma (Vaillant, 1902)
  - Ellopostoma megalomycter (Vaillant, 1902)
  - Ellopostoma mystax (Tan & Lim, 2002)

- Orthrias (Jordan & Fowler, 1903)
  - Orthrias tigris (Heckel, 1843)
  - Orthrias panthera (Heckel, 1843)
  - Orthrias frenatus (Heckel, 1843)
  - Orthrias persus (Heckel, 1846)
  - Orthrias bergianus (Derzhavin, 1934)
  - Orthrias euphraticus (Banarescu & Nalbant, 1964)
  - Orthrias tschaiyssuensis (Banarescu & Nalbant, 1964)
  - Orthrias kermanshahensis (Banarescu & Nalbant, 1966)
  - Orthrias araxensis (Banarescu & Nalbant, 1978)
  - Orthrias farsicus (Nalbant & Bianco, 1998)

- Vaillantella (Fowler, 1905)
  - Vaillantella euepiptera (Vaillant, 1902)
  - Vaillantella maassi (Weber & de Beaufort, 1912)
  - Vaillantella cinnamomea (Kottelat, 1994)

### Gastromyzoninae
- Gastromyzon (Günther, 1874)
  - Gastromyzon borneensis (Günther, 1874)
  - Gastromyzon monticola (Vaillant, 1889)
  - Gastromyzon punctulatus (Inger & Chin, 1961)
  - Gastromyzon fasciatus (Inger & Chin, 1961)
  - Gastromyzon contractus (Roberts, 1982)
  - Gastromyzon ctenocephalus (Roberts, 1982)
  - Gastromyzon lepidogaster (Roberts, 1982)
  - Gastromyzon megalepis (Roberts, 1982)
  - Gastromyzon ridens (Roberts, 1982)
  - Gastromyzon danumensis (Chin & Inger, 1989)
  - Gastromyzon embalohensis (Rachmatika, 1998)
  - Gastromyzon pariclavis (Tan & Martin-Smith, 1998)
  - Gastromyzon ornaticauda (Tan & Martin-Smith, 1998)
  - Gastromyzon ocellatus (Tan & Ng, 2004)
  - Gastromyzon cornusaccus (Tan, 2006)
  - Gastromyzon cranbrooki (Tan & Sulaiman, 2006)
  - Gastromyzon crenastus (Tan & Leh, 2006)
  - Gastromyzon brunei (Tan, 2006)
  - Gastromyzon extrorsus (Tan, 2006)
  - Gastromyzon farragus (Tan & Leh, 2006)
  - Gastromyzon ingeri (Tan, 2006)
  - Gastromyzon introrsus (Tan, 2006)
  - Gastromyzon praestans (Tan, 2006)
  - Gastromyzon psiloetron (Tan, 2006)
  - Gastromyzon aequabilis (Tan, 2006)
  - Gastromyzon aeroides (Tan & Sulaiman, 2006)
  - Gastromyzon auronigrus (Tan, 2006)
  - Gastromyzon bario (Tan, 2006)
  - Gastromyzon russulus (Tan, 2006)
  - Gastromyzon scitulus (Tan & Leh, 2006)
  - Gastromyzon spectabilis (Tan, 2006)
  - Gastromyzon stellatus (Tan, 2006)
  - Gastromyzon umbrus (Tan, 2006)
  - Gastromyzon venustus (Tan & Sulaiman, 2006)
  - Gastromyzon viriosus (Tan, 2006)
  - Gastromyzon zebrinus (Tan, 2006)

- Annamia (Hora, 1932)
  - Annamia normani (Hora, 1931)

- Sewellia  (Hora, 1932)
  - Sewellia lineolata (Valenciennes, 1846)
  - Sewellia marmorata (Serov, 1996)
  - Sewellia diardi (Roberts, 1998)
  - Sewellia speciosa (Roberts, 1998)
  - Sewellia pterolineata (Roberts, 1998)
  - Sewellia elongata (Roberts, 1998)
  - Sewellia patella (Freyhof & Serov, 2001)
  - Sewellia breviventralis (Freyhof & Serov, 2001)
  - Sewellia albisuera (Freyhof, 2003)